# Ada Kok
Aagje Kok, detta Ada (Amsterdam, 6 giugno 1947), è un'ex nuotatrice olandese.
Specializzata nella farfalla, ha vinto la medaglia d'oro nei 200 m farfalla ai Giochi olimpici di Città del Messico 1968, in aggiunta alle medaglie d'argento nei 100 m farfalla e nella staffetta 4x100 m misti a Tokyo 1964.
È diventata una dei Membri dell'International Swimming Hall of Fame e ha vinto 3 volte il premio come miglior sportivo olandese dell'anno (nel 1965, 1966 e 1968).
È stata primatista mondiale dei 100 m e 200 m farfalla e della staffetta 4x100 m misti.
È la sorella di Gretta Kok.

## Palmarès
- Olimpiadi
  - Tokyo 1964: argento nei 100 m farfalla e nella staffetta 4x100 m misti.
  - Città del Messico 1968: oro nei 200 m farfalla.
- Europei
  - 1962 - Lipsia: oro nei 100 m farfalla.
  - 1966 - Utrecht: oro nei 100 m farfalla e argento nei 400 m sl.